# نوع چهارم
نوع چهارم (انگلیسی: The Fourth Kind) یک فیلم در ژانر علمی تخیلی، مهیج، درام، و ترسناک است که در سال ۲۰۰۹ منتشر شد.

## بازیگران
- میلا یوویچ
- الیاس کوتیاس
- حکیم کی-کاظم
- ویل پاتون
- کوری جانسون
- رافائل کولمن
- انزو چیلنتی